# 須黒清華
須黒 清華（すぐろ さやか、1984年〈昭和59年〉10月9日 - ）は、ベルキッスコーポレーション所属のアナウンサー。テレビ東京元アナウンサー。

## 人物・来歴
東京都世田谷区出身。
田園調布雙葉中学校・高等学校、早稲田大学政治経済学部政治学科卒業。中学・高校時代はミュージカルクラブに所属。ミュージカルへの憧れがあったことから学生時代に劇団四季の入団オーディションを受験したこともあるという。
学生時代にはテレビ朝日アスクに通っており、『あすの空もよう』（テレビ朝日、21時前に放送）で土曜・日曜に、気象キャスターを担当していた。そのため『速ホゥ!』では、天気予報担当の内藤聡子・倉野麻里が不在の際には代役として出演した。
2007年、大学卒業後と共にテレビ東京に入社。同期入社アナウンサーは高蝶恵介、繁田美貴、前田海嘉。同年6月26日、『Opening Bell』にて、同期の繁田・前田と共に番組デビュー。
若手時代はスポーツ担当アナウンサーとして「世界卓球2009横浜大会」及び「世界卓球2010モスクワ大会」のテレビ東京女子アナウンサー公式応援ユニット「ピンポン7」のメンバー。2014年のソチオリンピック期間中には、荻原次晴と共にテレビ東京系列局・独立UHF局向け現地中継キャスターを務める関係で、日本テレビ・徳島えりか、テレビ朝日・竹内由恵、TBS・枡田絵理奈、フジテレビ・三田友梨佳（いずれも同オリンピックの中継キャスター）と共に日本民間放送連盟のキャンペーンCMに登場した。
2010年4月3日より、『ウイニング競馬』の司会を、同月末退社の大竹佐知の後を引き継いで担当。2013年3月まで務めた。同年4月からは、ニューヨーク支局へ異動する大江麻理子に代わって、『出没!アド街ック天国』の「秘書」（アシスタント）を務め、産休入り直前の2020年12月19日まで担当した。
特技はクラシックバレエ、料理。また、ファイナンシャルプランナー2級を取得している。
2020年8月7日に一般男性との結婚を発表。同年11月19日には第1子妊娠を報告、2021年1月から産休入りした。同年2月22日に第1子（長男）を出産したことを公表した。
2022年3月より会社に復職したことをTwitterで発信。
2024年6月末にて17年2か月在職したテレビ東京を退職し、長男の育児と並行してフリーアナウンサーとして活動する意思を持っていることが伝えられている。6月30日、テレビ東京退社。
2024年7月1日、ベルキッスコーポレーション所属となった。

## 現在の出演番組
- タタムなんてもったいない!〜継いでその後どうなった〜（BSテレビ東京）
- いまからサイエンス（BSテレビ東京）

## 過去の出演番組
- ゲンテイ王子が行く!〜本日解禁!新人アナが夏の限定情報総ざらい!〜（2007年7月1日）
- 出没!アド街ック天国スペシャル（2007年7月7日） - 「入谷朝顔市」生レポート 
  - 2013年4月から、3代目の「秘書」としてレギュラー出演。
- サマチャレ'07〜アナウンサーは体力勝負!最新エクササイズでパンプアップ!〜（2007年7月8日）
- オススメッ（2007年7月29日 - 2007年9月）
- むし伝説。（2007年8月15日） - 番組ガイド担当
- 激走!GT（2007年8月 - 2010年3月）
- 速ホゥ! - お天気お姉さんとして
  - （2007年9月26日 - 9月30日） ※内藤聡子の代役
  - （2007年10月24日、25日）※倉野麻里の代役
- Go!Go! E-TRAP（2007年7月16日 - 2007年12月 / 隔々週＝3週につき1週担当）
- ワールドビジネスサテライト（2007年9月 - 2010年3月） - 「トレンドたまご」コーナー 水・木曜
- Hi! Hey! Say!（2007年11月 - 2009年9月） - 進行
- 今年も生だよ! 新春9時間笑いっぱなし伝説-2008年最も売れる吉本No.1芸人は誰だ!?（2008年1月1日） - 大阪NGK中継
- スターズ・オン・アイスジャパン2008（2008年1月14日） - インタビュアー
- メガスポ!（2008年4月 - 2008年9月） - 水曜担当
- ガレッジ×ビレッジ（2008年3月3日、3月10日、3月25日スキバラSP）※増田和也の代役
- 舞台「演劇バトルロイヤルガンまげ」（2008年5月22日、5月23日[15]） - 演歌歌手 役
- 毎日かあさん（放送初期に園児の格好をして、繁田と共に）
  - 祝・毎日かあさんアニメ化!かなりみせます、かあさん祭り!（2009年3月28、29日）
- ゴルフの真髄 -ARTISTIC GOLF-（アシスタント、2009年5月2日 - 2012年3月31日）
- 火曜エンタテイメント!「富士山が見たい!初心者におススメ!夏の絶景山登り」（2009年7月14日） - 松丸友紀と沢登りを体験。
- 怨み屋本舗 (テレビドラマ) 第10話（2009年9月4日） - 本人名でお天気お姉さん 役
- ウイニング競馬（2010年4月3日 - 2013年3月30日）
- neo sports
  - 木曜担当（2010年4月1日 - 6月24日・2011年10月7日 - 2013年3月28日）
  - 水曜担当（2010年7月1日 - 9月29日）
  - 水・木曜担当 2010年10月6日 - 2011年9月29日
  - 月曜担当、2013年4月1日 - 12月16日
- 土曜スペシャル『この秋の日本一を探せ!! 駅弁達人とめぐるローカル線の旅』（2010年10月9日） - ナレーション
- モリのアサガオ（2010年11月1日） - TVキャスター 役
- Jナビ（不定期）
- 田舎に泊まろう!秋の3時間スペシャル（2011年9月25日） - 徳光和夫と共に司会
- NEWSアンサー（2012年9月10日 - 9月12日） - 前田真理子の夏期休暇代行
- ごるふなでしこ（2012年4月7日 - 9月30日）
- にっぽん!いい旅（BSジャパンでも放送、2013年10月9日 - 2015年3月11日） - ナレーション
- 開局15周年特別企画 生中継!神田明神遷座400年記念“神田祭”（BSジャパン、2015年5月10日） - 司会
- 博多華丸のもらい酒みなと旅（2015年10月4日 - 2018年3月25日）
- ウソかホントかわからない やりすぎ都市伝説（テレビ東京） - ナレーション
  - 禁断3時間スペシャル 2015冬（2015年12月25日）
  - やりすぎ都市伝説スペシャル 2016夏（2016年6月24日）
  - やりすぎ都市伝説スペシャル 2016秋（2016年9月30日）
  - やりすぎ都市伝説 4時間スペシャル（2016年12月23日）
  - やりすぎ都市伝説SP 2017夏（2017年6月30日）
  - やりすぎ都市伝説スペシャル 2017年冬 4時間SP（2017年12月22日）
  - やりすぎ都市伝説 2018夏2時間SP（2018年7月27日）
- にっぽん真発見（BSジャパン、2015年4月5日 - 2017年3月26日）
- 母ちゃんに逢いたい!（2017年4月2日 - 2018年3月31日） - アシスタント
- ヘッドハンター 第3話（2018年4月30日） - 女性記者 役
- びしょ濡れ探偵 水野羽衣 第11話（2019年9月12日） - アナウンサー 役
- 田村淳のBUSINESS BASIC（BSテレ東、2017年4月2日 - 2020年3月29日）
- 出没!アド街ック天国（2013年4月6日 - 2020年12月19日[5]）
- ありえへん∞世界
- ワールドビジネスサテライト
  - 木曜サブキャスター（2020年4月2日・9日）
  - 金曜メインキャスター（2020年4月3日・10日）
  - 火・木曜メインキャスター（2020年4月14日 - 12月24日）
- 武田鉄矢の昭和は輝いていた（2013年4月2日 - 2021年1月15日[16]、BSテレ東）
- ニュースブレイク、TXNニュース
- 日経ニュースプラス9 火・水曜（2022年4月4日 - 2024年3月27日）

## 雑誌
- 『B.L.T.』（2009年12月号、アナウンサー・リレー連載『激走!GT』）